# Loe od Mauija
Kralj Loe od Mauija (havajski Loe o Maui) bio je havajski poglavica, princ i kralj otoka Mauija na drevnim Havajima. Spomenut je u drevnim pojanjima.
Bio je deveti kralj otoka, a rođen je kao princ, sin kralja Kamaloohue te unuk kralja Kuhimane i praunuk kralja Aloa.
Majka mu je bila kraljica Kapu.
Supruga kralja Loea bila je kraljica Wahaʻakuna, koju spominje Samuel Kamakau.
Sin Wahaʻakune i Loea bio je kralj Molokaija Kahokuohua.
Loea je naslijedio unuk, kralj Kaulahea I.